# Casteggio
Casteggio là một đô thị ở tỉnh Pavia trong vùng Lombardia của Ý, có cự ly khoảng 50 km về phía nam của Milan và khoảng 20 km về phía nam của Pavia. Tại thời điểm ngày 31 tháng 12 năm 2004, đô thị này có dân số 6.380 người và diện tích là 17,8 km².
Casteggio giáp các đô thị sau: Borgo Priolo, Calvignano, Casatisma, Corvino San Quirico, Montebello della Battaglia, Oliva Gessi, Robecco Pavese, Verretto.
Casteggio là nơi sinh của nhà thám hiểm Giuseppe Maria Giulietti.